# تالاسری
تالاسری (به انگلیسی: Thalassery) یک منطقهٔ مسکونی در هند است که در بخش کنور واقع شده‌است. تالاسری ۲۳٫۹۶ کیلومتر مربع مساحت و ۹۲٬۵۵۸ نفر جمعیت دارد و ۳ متر بالاتر از سطح دریا واقع شده‌است.